# مارتي هيرلي
مارتي هيرلي (بالإنجليزية: Marty Hurley)‏ هو ملحن أمريكي، ولد في 6 يونيو 1946، وتوفي في 12 سبتمبر 2011 في نيو أورلينز في الولايات المتحدة.